# Montjustin-et-Velotte
Montjustin-et-Velotte là một xã ở tỉnh Haute-Saône trong vùng Franche-Comté phía đông nước Pháp.